# 魏肯搆
魏肯搆（？—？），字子贲，號鼎和，山东兖州府曲阜縣人。

## 生平
万历四十年（1612年）壬子科山东乡试举人，天啓五年（1625年）乙丑科進士，授户部陕西司主事，改兵部主事，崇祯四年以验试武举不力，降四级。
明亡仕清，任四川下川南道参议，顺治二年改任河南布政使司参议、分守河北道，驻怀庆府，所至有惠政。父早世，居丧尽礼，事兄恭谨备至。与人交，宽恕和平，远近悉爱重之，以寿终于家。